# Драмски студио М.А.С.К.Е (Костајница)
Драмски студио М.А.С.К.Е. са сједиштем у Костајници основан је 30. јула 2010. године. Почели су кроз аудиције за пријем у школу глуме у оквиру Народне библиотеке „Невенка Станисављевић“ Костајница.
„M.A.С.K.E.” представља скраћеницу од пуног назива: Мали Аматерски Студио Креативних Ентузијаста. Драматург Синиша Тешановић је један од зачетника драмског студија и за време његовог руководства имали су 23 премијере, са укупно 80 извођења.

## Представе
Представе које се највише издвајају и које су највише награђиване, су:
- Јазавац пред судом[2]
- Гусари са Уне
- Породичне приче
- Био једном један…
- Збрка – та – бајка – та
- Драга Јелена Сергејевна [3]
- Изборачица
- Аплауз, молим [4]
- Ретроспекција[5][6]

## Догађаји
Узели су учешће на преко 25 позориштих фестивала и добили више од 20 награда, што за најбоље улоге, што за споредне улоге, глумачки потенцијал, те најбоље адаптације и представе у цјелини.
- Фестивал омладинских позоришта Републике Српске
- 19. Фестивал омладинскиг позоришта РС
- 6. фестивал позоришног стваралаштва[7]